# Collegio di Swansea West
Swansea West è un collegio elettorale gallese rappresentato alla camera dei Comuni del parlamento del Regno Unito. Elegge un membro del parlamento con il sistema maggioritario a turno unico; l'attuale parlamentare è Torsten Bell, del Partito Laburista, eletto nel 2024.

## Estensione
Il collegio è stato così composto:
- 1918-1949: i ward del County Borough di Swansea di Alexandra, Bryn Melyn, Castle, Ffynone, St Helen's e Victoria.
- 1950-1955: i ward del County Borough di Swansea di Brynmelyn, Cockett, Ffynone, Oystermouth and Brynau, St Helen's, Sketty, Victoria e Waunarlwydd.
- 1955-1983: i ward del County Borough di Swansea di Brynmelin, Fforestfach, Ffynone, Mumbles, St Helen's, Sketty, Townhill e Victoria.[1]
- 1983-2024: i ward elettorali di Swansea di Sketty, Castle, Killay North, Killay South, Dunvant, Uplands, Townhill, Cockett e Mayals.
- dal 2024: i ward elettorali di Swansea di Castle, Cwmbwrla, Landore, MOrriston, Mynydd-bach, Penderry, Sketty, Townhill, Uplands e Waterfront.

## Membri del parlamento
| Elezione | Elezione | Deputato        | Partito            |
| -------- | -------- | --------------- | ------------------ |
|          | 1918     | Alfred Mond     | Liberale           |
|          | 1923     | Howel Samuel    | Laburista          |
|          | 1924     | Walter Runciman | Liberale           |
|          | 1929     | Howel Samuel    | Laburista          |
|          | 1931     | Lewis Jones     | Liberale Nazionale |
|          | 1945     | Percy Morris    | Laburista          |
|          | 1959     | Hugh Rees       | Conservatore       |
|          | 1964     | Alan Williams   | Laburista          |
|          | 2010     | Geraint Davies  | Laburista Co-Op    |
|          | 2023     | Geraint Davies  | Indipendente       |
|          | 2024     | Torsten Bell    | Laburista          |

## Elezioni

### Elezioni negli anni 2020
| Partito                    | Partito                                | Candidato                  | Risultati 4 luglio 2024 | Risultati 4 luglio 2024 |
| Partito                    | Partito                                | Candidato                  | Voti                    | %                       |
| -------------------------- | -------------------------------------- | -------------------------- | ----------------------- | ----------------------- |
|                            | Laburista                              | Torsten Bell               | 14 761                  | 41,40                   |
|                            | Reform UK                              | Patrick Benham-Crosswell   | 6 246                   | 17,52                   |
|                            | Lib Dem                                | Michael O'Carroll          | 4 367                   | 12,25                   |
|                            | Plaid Cymru                            | Gwyn Williams              | 4 105                   | 11,51                   |
|                            | Conservatore                           | Tara-Jane Sutcliffe        | 3 536                   | 9,92                    |
|                            | Verdi                                  | Peter Jones                | 2 305                   | 6,46                    |
|                            | TUSC                                   | Gareth Bromhall            | 337                     | 0,95                    |
|                            |                                        |                            |                         |                         |
| Iscritti                   | Iscritti                               | Iscritti                   | 74 236                  | 100,00                  |
| ↳ Votanti (% su iscritti)  | ↳ Votanti (% su iscritti)              | ↳ Votanti (% su iscritti)  | 35 657                  | 48,03                   |
| ↳ Astenuti (% su iscritti) | ↳ Astenuti (% su iscritti)             | ↳ Astenuti (% su iscritti) | 38 579                  | 51,97                   |
|                            |                                        |                            |                         |                         |
|                            | Esito: collegio confermato a Laburista |                            |                         |                         |

### Elezioni negli anni 2010
| Partito                    | Partito                                      | Candidato                  | Risultati 12 dicembre 2019 | Risultati 12 dicembre 2019 |
| Partito                    | Partito                                      | Candidato                  | Voti                       | %                          |
| -------------------------- | -------------------------------------------- | -------------------------- | -------------------------- | -------------------------- |
|                            | Laburista Co-Op                              | Geraint Davies             | 18 493                     | 51,61                      |
|                            | Conservatore                                 | James Price                | 10 377                     | 28,96                      |
|                            | Lib Dem                                      | Michael O'Carroll          | 2 993                      | 8,35                       |
|                            | Plaid Cymru                                  | Gwyn Williams              | 1 984                      | 5,54                       |
|                            | Brexit                                       | Peter Hopkins              | 1 983                      | 5,53                       |
|                            |                                              |                            |                            |                            |
| Iscritti                   | Iscritti                                     | Iscritti                   | 57 078                     | 100,00                     |
| ↳ Votanti (% su iscritti)  | ↳ Votanti (% su iscritti)                    | ↳ Votanti (% su iscritti)  | 35 830                     | 62,77                      |
| ↳ Astenuti (% su iscritti) | ↳ Astenuti (% su iscritti)                   | ↳ Astenuti (% su iscritti) | 21 248                     | 37,23                      |
|                            |                                              |                            |                            |                            |
|                            | Esito: collegio confermato a Laburista Co-Op |                            |                            |                            |

| Partito                    | Partito                                      | Candidato                  | Risultati 8 giugno 2017 | Risultati 8 giugno 2017 |
| Partito                    | Partito                                      | Candidato                  | Voti                    | %                       |
| -------------------------- | -------------------------------------------- | -------------------------- | ----------------------- | ----------------------- |
|                            | Laburista Co-Op                              | Geraint Davies             | 22 278                  | 59,76                   |
|                            | Conservatore                                 | Craig Lawton               | 11 680                  | 31,33                   |
|                            | Plaid Cymru                                  | Rhydian Fitter             | 1 529                   | 4,10                    |
|                            | Lib Dem                                      | Michael O'Carroll          | 1 269                   | 3,40                    |
|                            | Verdi                                        | Mike Whittall              | 434                     | 1,16                    |
|                            | Socialista                                   | Brian Johnson              | 92                      | 0,25                    |
|                            |                                              |                            |                         |                         |
| Iscritti                   | Iscritti                                     | Iscritti                   | 57 015                  | 100,00                  |
| ↳ Votanti (% su iscritti)  | ↳ Votanti (% su iscritti)                    | ↳ Votanti (% su iscritti)  | 37 345                  | 65,50                   |
| ↳ Astenuti (% su iscritti) | ↳ Astenuti (% su iscritti)                   | ↳ Astenuti (% su iscritti) | 19 670                  | 34,50                   |
|                            |                                              |                            |                         |                         |
|                            | Esito: collegio confermato a Laburista Co-Op |                            |                         |                         |

| Partito                    | Partito                                      | Candidato                  | Risultati 7 maggio 2015 | Risultati 7 maggio 2015 |
| Partito                    | Partito                                      | Candidato                  | Voti                    | %                       |
| -------------------------- | -------------------------------------------- | -------------------------- | ----------------------- | ----------------------- |
|                            | Laburista Co-Op                              | Geraint Davies             | 14 967                  | 42,57                   |
|                            | Conservatore                                 | Emma Lane                  | 7 931                   | 22,56                   |
|                            | UKIP                                         | Martyn Ford                | 4 744                   | 13,49                   |
|                            | Lib Dem                                      | Chris Holley               | 3 178                   | 9,04                    |
|                            | Plaid Cymru                                  | Harri Roberts              | 2 266                   | 6,45                    |
|                            | Verdi                                        | Ashley Wakeling            | 1 784                   | 5,07                    |
|                            | TUSC                                         | Ronnie Job                 | 159                     | 0,45                    |
|                            | Indipendente                                 | Maxwell Rosser             | 78                      | 0,22                    |
|                            | Socialista                                   | Brian Johnson              | 49                      | 0,14                    |
|                            |                                              |                            |                         |                         |
| Iscritti                   | Iscritti                                     | Iscritti                   | 58 789                  | 100,00                  |
| ↳ Votanti (% su iscritti)  | ↳ Votanti (% su iscritti)                    | ↳ Votanti (% su iscritti)  | 35 156                  | 59,80                   |
| ↳ Astenuti (% su iscritti) | ↳ Astenuti (% su iscritti)                   | ↳ Astenuti (% su iscritti) | 23 633                  | 40,20                   |
|                            |                                              |                            |                         |                         |
|                            | Esito: collegio confermato a Laburista Co-Op |                            |                         |                         |

| Partito                    | Partito                                      | Candidato                  | Risultati 6 maggio 2010 | Risultati 6 maggio 2010 |
| Partito                    | Partito                                      | Candidato                  | Voti                    | %                       |
| -------------------------- | -------------------------------------------- | -------------------------- | ----------------------- | ----------------------- |
|                            | Laburista Co-Op                              | Geraint Davies             | 12 335                  | 34,66                   |
|                            | Lib Dem                                      | Peter May                  | 11 831                  | 33,24                   |
|                            | Conservatore                                 | René Kinzett               | 7 407                   | 20,81                   |
|                            | Plaid Cymru                                  | Harri Roberts              | 1 437                   | 4,04                    |
|                            | BNP                                          | Alan Bateman               | 910                     | 2,56                    |
|                            | UKIP                                         | Timothy Jenkins            | 716                     | 2,01                    |
|                            | Verdi                                        | Keith Ross                 | 404                     | 1,14                    |
|                            | Indipendente                                 | Ian McCloy                 | 374                     | 1,05                    |
|                            | TUSC                                         | Rob Williams               | 179                     | 0,50                    |
|                            |                                              |                            |                         |                         |
| Iscritti                   | Iscritti                                     | Iscritti                   | 61 367                  | 100,00                  |
| ↳ Votanti (% su iscritti)  | ↳ Votanti (% su iscritti)                    | ↳ Votanti (% su iscritti)  | 35 593                  | 58,00                   |
| ↳ Astenuti (% su iscritti) | ↳ Astenuti (% su iscritti)                   | ↳ Astenuti (% su iscritti) | 25 774                  | 42,00                   |
|                            |                                              |                            |                         |                         |
|                            | Esito: collegio confermato a Laburista Co-Op |                            |                         |                         |

### Elezioni negli anni 2000
| Partito                    | Partito                                | Candidato                  | Risultati 5 maggio 2005 | Risultati 5 maggio 2005 |
| Partito                    | Partito                                | Candidato                  | Voti                    | %                       |
| -------------------------- | -------------------------------------- | -------------------------- | ----------------------- | ----------------------- |
|                            | Laburista                              | Alan Williams              | 13 833                  | 41,81                   |
|                            | Lib Dem                                | René Kinzett               | 9 564                   | 28,91                   |
|                            | Conservatore                           | Mohammed Abdel-Haq         | 5 285                   | 15,97                   |
|                            | Plaid Cymru                            | Harri Roberts              | 2 150                   | 6,50                    |
|                            | Verdi                                  | Martyn Shrewsbury          | 738                     | 2,23                    |
|                            | UKIP                                   | Martyn Ford                | 609                     | 1,84                    |
|                            | Veritas                                | Yvonne Holley              | 401                     | 1,21                    |
|                            | Alternativa Socialista                 | Robert Williams            | 288                     | 0,87                    |
|                            | Legalise Cannabis                      | Steve Pank                 | 218                     | 0,66                    |
|                            |                                        |                            |                         |                         |
| Iscritti                   | Iscritti                               | Iscritti                   | 57 943                  | 100,00                  |
| ↳ Votanti (% su iscritti)  | ↳ Votanti (% su iscritti)              | ↳ Votanti (% su iscritti)  | 33 086                  | 57,10                   |
| ↳ Astenuti (% su iscritti) | ↳ Astenuti (% su iscritti)             | ↳ Astenuti (% su iscritti) | 24 857                  | 42,90                   |
|                            |                                        |                            |                         |                         |
|                            | Esito: collegio confermato a Laburista |                            |                         |                         |

| Partito                    | Partito                                | Candidato                  | Risultati 7 giugno 2001 | Risultati 7 giugno 2001 |
| Partito                    | Partito                                | Candidato                  | Voti                    | %                       |
| -------------------------- | -------------------------------------- | -------------------------- | ----------------------- | ----------------------- |
|                            | Laburista                              | Alan Williams              | 15 644                  | 48,74                   |
|                            | Conservatore                           | Margaret Harper            | 6 094                   | 18,98                   |
|                            | Lib Dem                                | Mike Day                   | 5 313                   | 16,55                   |
|                            | Plaid Cymru                            | Ian Titherington           | 3 404                   | 10,60                   |
|                            | UKIP                                   | Richard Lewis              | 653                     | 2,03                    |
|                            | Verdi                                  | Martyn Shrewsbury          | 626                     | 1,95                    |
|                            | Alleanza Socialista                    | Alec Thraves               | 366                     | 1,14                    |
|                            |                                        |                            |                         |                         |
| Iscritti                   | Iscritti                               | Iscritti                   | 57 526                  | 100,00                  |
| ↳ Votanti (% su iscritti)  | ↳ Votanti (% su iscritti)              | ↳ Votanti (% su iscritti)  | 32 100                  | 55,80                   |
| ↳ Astenuti (% su iscritti) | ↳ Astenuti (% su iscritti)             | ↳ Astenuti (% su iscritti) | 25 426                  | 44,20                   |
|                            |                                        |                            |                         |                         |
|                            | Esito: collegio confermato a Laburista |                            |                         |                         |

## Risultati dei referendum

### Referendum sulla permanenza del Regno Unito nell'Unione europea del 2016
|             | Collegio     | Lasciare UE % | Rimanere in UE % |
| ----------- | ------------ | ------------- | ---------------- |
|             | Swansea West | 57,4%         | 42,6%            |
| Galles      | 52,5%        | 47,5%         |                  |
| Regno Unito | 51,9%        | 48,1%         |                  |